# Кустова Світлана Миколаївна
Світлана Миколаївна Кустова (нар. 30 листопада 1971, м. Дніпродзержинськ, Дніпропетровська область) — український юрист, адвокат. Заслужений юрист України (2006).
Член Центральної виборчої комісії України з 2018 року.

## Біографія
У 1996 році закінчила Дніпропетровський державний університет. Має дві вищі освіти за спеціальностями «Політолог, викладач соціально-гуманітарних дисциплін» та «Правознавство».
З 1998 по 2005 рік — юрисконсульт, юрист.
З 2005 по 2006 рік — начальник Управління з питань забезпечення роботи з органами державної влади Державної податкової адміністрації України.
З 2006 по 2018 рік — юрист, начальник управління адміністративних і виборчих справ ТзОВ «Катеринчук, Моор і Партнери».
Адвокат Віктора Ющенка у справі про встановлення результатів виборів президента у 2004 році.
Кандидат у народні депутати від Блоку «Наша Україна — Народна самооборона» на виборах до Верховної Ради у 2007 році (№ 145 у виборчому списку)..
На президентських виборах у 2014 році була уповноваженим представником кандидата Петра Порошенка.
Працювала помічником народного депутата.